# 昔干答兒
昔干答兒·米爾扎（1384年—1416年），是帖木兒王朝在伊斯法罕、設拉子和亞茲德的後王。

## 生平
昔干答兒於1384年4月25日出生於費爾干納山谷的烏茲根，是烏馬爾·沙黑（1354-94年）和馬萊卡特·阿加（1365-1440年）四個兒子中的第二個。1394年1月7日，烏馬爾·沙黑被暗殺后，帖木兒將法爾斯的控制權移交給皮兒·馬黑麻，昔干答兒護送烏馬爾·沙黑的靈柩前往渴石安葬。
1397年夏天，昔干答兒與他的表妹、米蘭沙的女兒在撒馬爾罕附近的Kan-i-Gil舉行了婚禮。隨後，昔干答兒參加了他祖父的安納托利亞和高加索戰役。它以其文化贊助而聞名。
帖木兒死後，自相殘殺開始了。
1412-13年是昔干答兒政治生涯的巔峰。他的權威在哈馬丹、伊斯法罕、設拉子、亞茲德和克爾曼得到承認。他將伊斯法罕作為他的首都，在那裡他開始建造許多建築物。

## 死亡
雖然昔干答兒在名義上是沙哈魯的臣下，基本上是一個獨立的統治者。到1413/14年，昔干答兒的野心使他與沙哈魯發生了直接衝突。他開始召集當地統治者支援他與叔叔的鬥爭。作為回應，沙哈魯集結了他的部隊對侄子的戰役，1414年7月21日，昔干答兒在伊斯法罕被擊敗，該市在短暫的圍攻後臣服於沙哈魯。王子的土地被分配給各個帖木兒後王。
他於當年11月被處決。